# Emil-Riedel-Straße 1

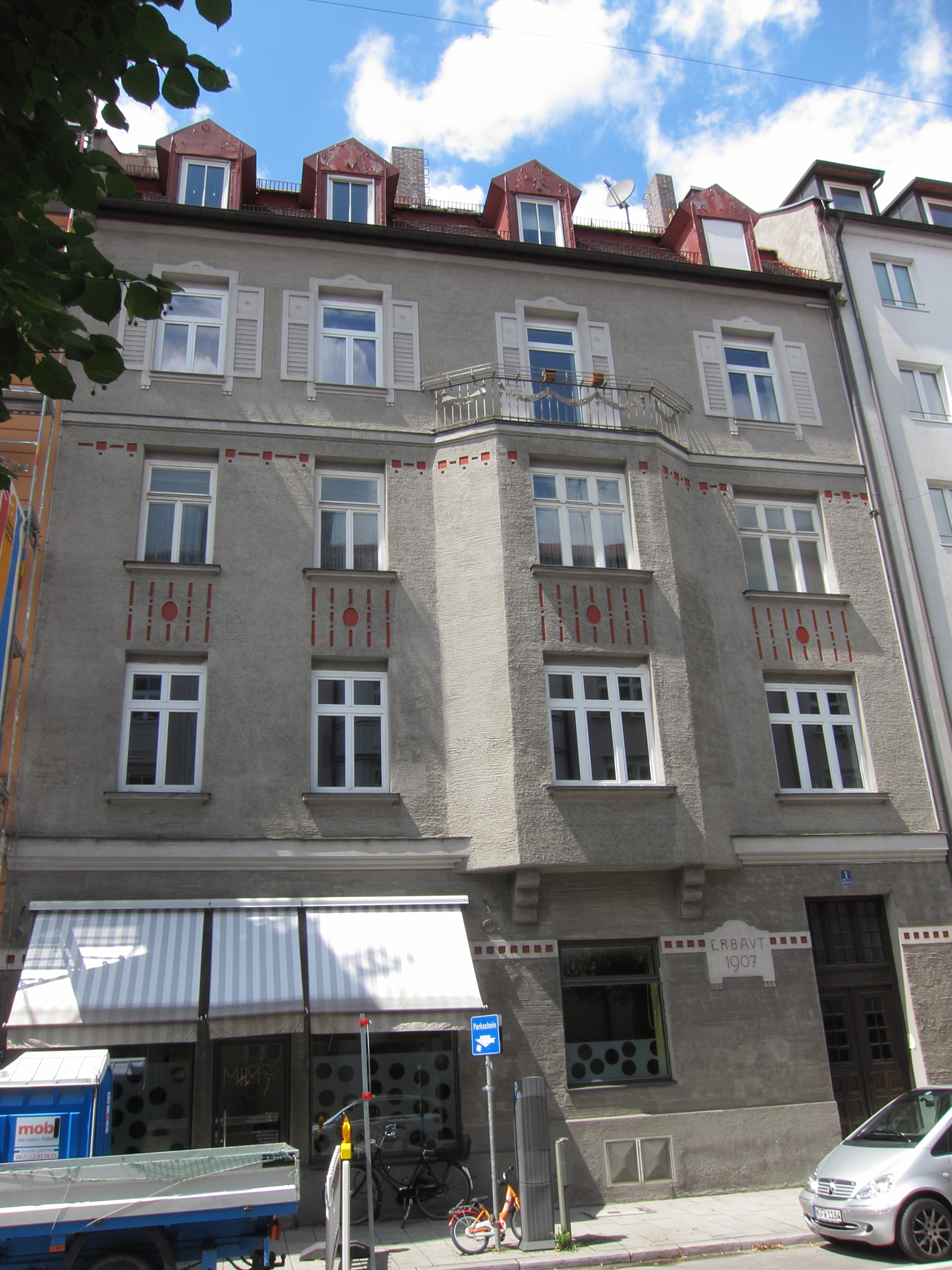
Emil-Riedel-Straße 1

Das Haus Emil-Riedel-Straße 1 ist ein viergeschossiges Mietshaus im Stadtteil Lehel der bayerischen Landeshauptstadt München. Das Gebäude im Jugendstil wurde im Jahr 1907 nach Plänen von Emil Kaltenthaler und Ludwig Dinglreiter errichtet. Das Gebäude ist ein geschütztes Baudenkmal und in die Bayerische Denkmalliste eingetragen.
Im Zweiten Weltkrieg wurde es beschädigt und nach Kriegsende teilerneuert.
Das Gebäude ist Teil der Blockrandbebauung der Westseite der Emil-Riedel-Straße, an der südlichen Seite ist es baulich mit dem Haus Oettingenstraße 36 verbunden, an der nördlichen Seite mit dem Haus Emil-Riedel-Straße 3. In dem Haus ist ein Montessorikindergarten untergebracht.